# العلاقات الإيطالية الزيمبابوية
العلاقات الإيطالية الزيمبابوية هي العلاقات الثنائية التي تجمع بين إيطاليا وزيمبابوي.

## مقارنة بين البلدين
هذه مقارنة عامة ومرجعية للدولتين:
| وجه المقارنة                                              | إيطاليا                                                  | زيمبابوي |
| --------------------------------------------------------- | -------------------------------------------------------- | --- |
| المساحة (كم2)                                             | 301.34 ألف                                               | 390.76 ألف |
| عدد السكان (نسمة)                                         | 60.60 مليون                                              | 16.53 مليون |
| الكثافة السكانية (ن./كم²)                                 | 201.1                                                    | 42.3 |
| العاصمة                                                   | روما، فلورنسا، تورينو                                    | هراري |
| اللغة الرسمية                                             | اللغة الإيطالية                                          | لغة إنجليزية، اللغة الشونا، النديبيلية الشمالية ‏، لغة الشيشيوا، Barwe ‏، Kalanga language ‏، Tshwa language ‏، النداو ‏، اللغة التسونجا، لغة الإشارة الزيمبابوية ‏، اللغة السوتية، تونغا ‏، اللغة التسوانية، اللغة الفيندية، اللغة الكوسية |
| العملة                                                    | يورو، ليرة إيطالية                                       | دولار أمريكي |
| الناتج المحلي الإجمالي (بليون دولار)                      | 1.93 تريليون                                             | 17.85 مليار |
| الناتج المحلي الإجمالي (تعادل القوة الشرائية) بليون دولار | 2.26 تريليون                                             | 27.88 مليار |
| الناتج المحلي الإجمالي الاسمي للفرد دولار أمريكي          | 29.96 ألف                                                | 924 |
| الناتج المحلي الإجمالي للفرد دولار أمريكي                 | 35.46 ألف                                                | 1.79 ألف |
| مؤشر التنمية البشرية                                      | 0.873                                                    | 0.509 |
| رمز المكالمات الدولي                                      | +39                                                      | +263 |
| رمز الإنترنت                                              | .it                                                      | .zw |
| المنطقة الزمنية                                           | توقيت وسط أوروبا، ت ع م+01:00، ت ع م+02:00، أوروبا/روما ‏ | ت ع م+02:00 |

## مدن متوأمة
في ما يلي قائمة باتفاقيات التوأمة بين مدن إيطالية وزيمبابوية:
- ترتبط لاغو مع هراري باتفاقية توأمة.
- ترتبط براتو مع هراري باتفاقية توأمة منذ 1 أكتوبر 2002.

## منظمات دولية مشتركة
يشترك البلدان في عضوية مجموعة من المنظمات الدولية، منها:
| علم المنظمة | اسم المنظمة                               | تاريخ انضمام إيطاليا | تاريخ انضمام زيمبابوي |
| ----------- | ----------------------------------------- | -------------------- | --------------------- |
|             | مؤسسة التنمية الدولية                     | 24 سبتمبر 1960       | 29 سبتمبر 1980        |
|             | الأمم المتحدة                             | 14 ديسمبر 1955       | 25 أغسطس 1980         |
|             | منظمة التجارة العالمية                    | 1995                 | ?                     |
|             | منظمة الشرطة الجنائية الدولية             | ?                    | ?                     |
|             | المركز الدولي لتسوية المنازعات الاستشارية | 28 أبريل 1971        | 19 يونيو 1994         |
|             | الاتحاد الدولي للاتصالات                  | 1866                 | 10 فبراير 1981        |
|             | الفريق المعني برصد الأرض                  | ?                    | ?                     |
|             | البنك الدولي للإنشاء والتعمير             | 27 مارس 1947         | 29 سبتمبر 1980        |
|             | الاتحاد البريدي العالمي                   | ?                    | ?                     |
|             | منظمة حظر الأسلحة الكيميائية              | ?                    | ?                     |
|             | مؤسسة التمويل الدولية                     | 27 ديسمبر 1956       | 29 سبتمبر 1980        |
|             | البنك الإفريقي للتنمية                    | ?                    | ?                     |
|             | وكالة ضمان الاستثمار متعدد الأطراف        | 29 أبريل 1988        | 10 أبريل 1992         |
|             | يونسكو                                    | ?                    | 22 سبتمبر 1980        |

## وصلات خارجية
- موقع وزارة الخارجية الإيطالية
- موقع وزارة الخارجية الزيمبابوية